# Tweede Kamerverkiezingen 2021

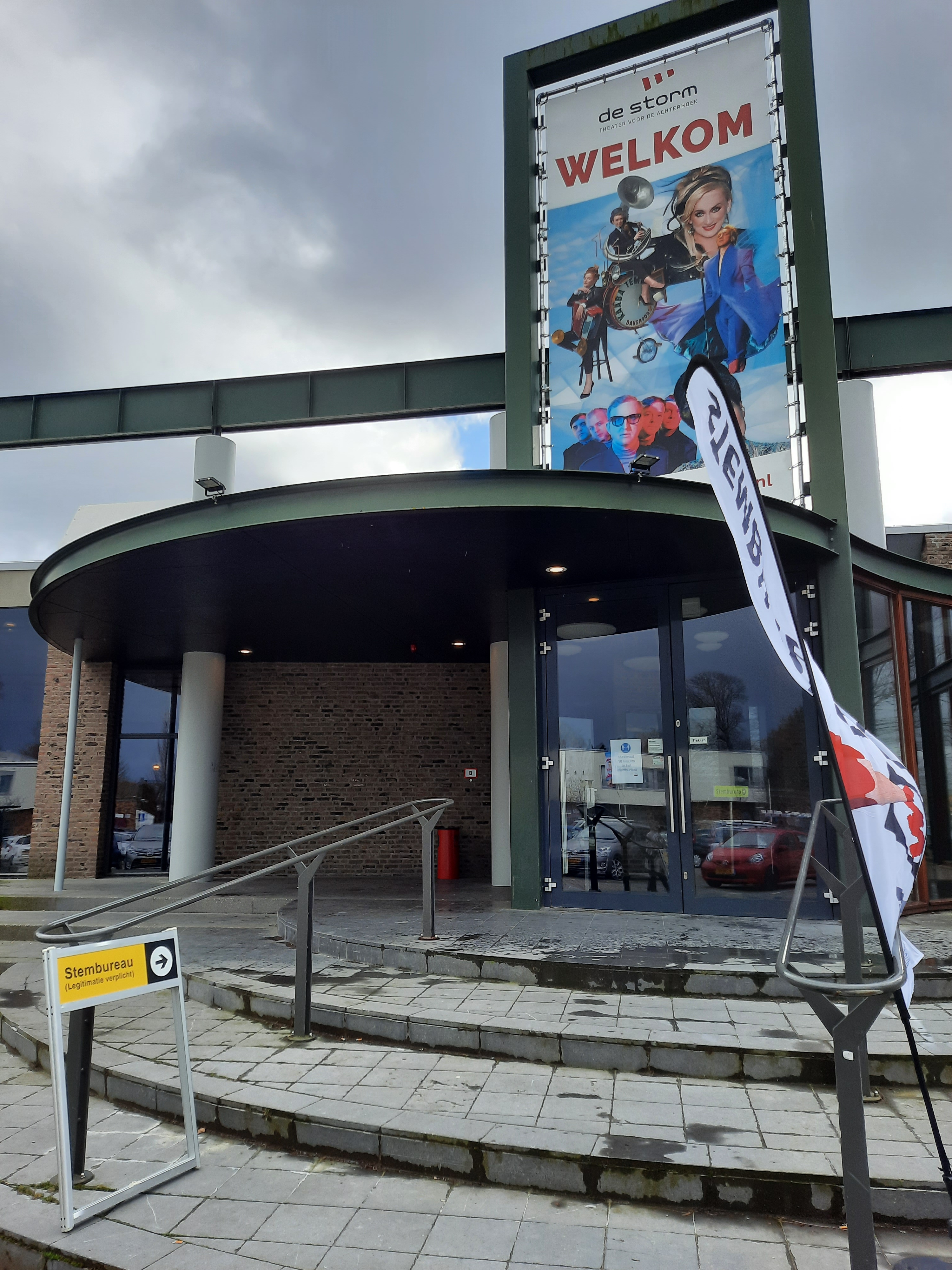
Per gemeente opende minstens één stembureau al op maandag 15 maart 2021 de deuren om mensen in de kwetsbare doelgroep de kans te bieden op een rustig moment hun stem uit te brengen.

De Tweede Kamerverkiezingen 2021 waren reguliere Nederlandse verkiezingen voor de Tweede Kamer der Staten-Generaal. De Kiesraad benoemde woensdag 17 maart 2021 als de verkiezingsdag. Vanwege de coronapandemie kon op een beperkt aantal locaties ook op 15 en 16 maart al gestemd worden, en kiesgerechtigden van 70 jaar en ouder, alsmede Nederlanders woonachtig in het buitenland, konden per post hun stem eerder uitbrengen.
De verkiezingen werden gehouden als gevolg van de afloop van de zittingstermijn van de Tweede Kamer die gekozen was bij de Tweede Kamerverkiezingen van 2017. Het regerende kabinet-Rutte III diende op 15 januari 2021 voortijdig zijn ontslag in naar aanleiding van de toeslagenaffaire, maar dit had geen effect op de datum van de verkiezingen.

## Aanloop

### Verkiezingen gedurende pandemie

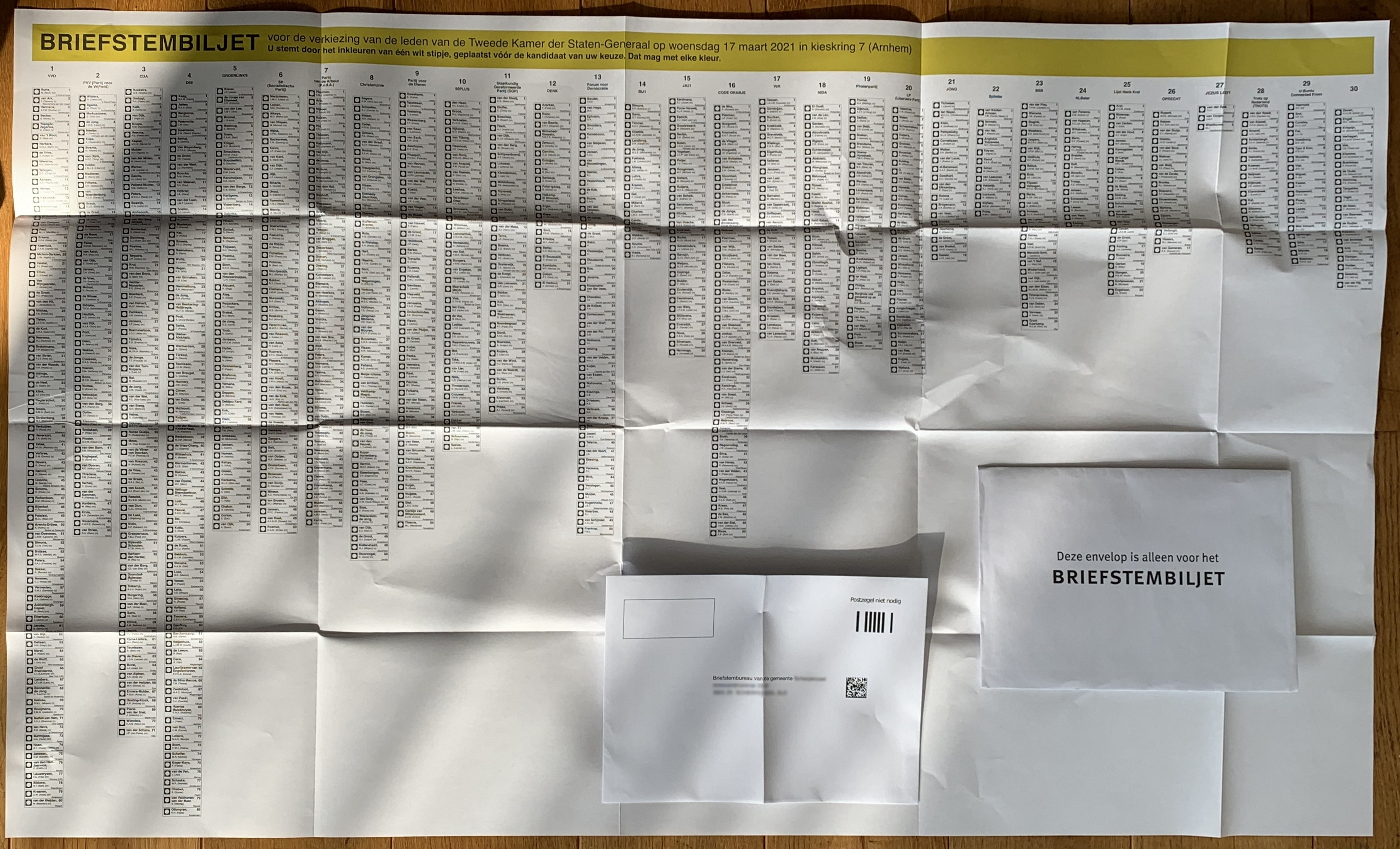
Briefstembiljet met enveloppen voor stemmen per post

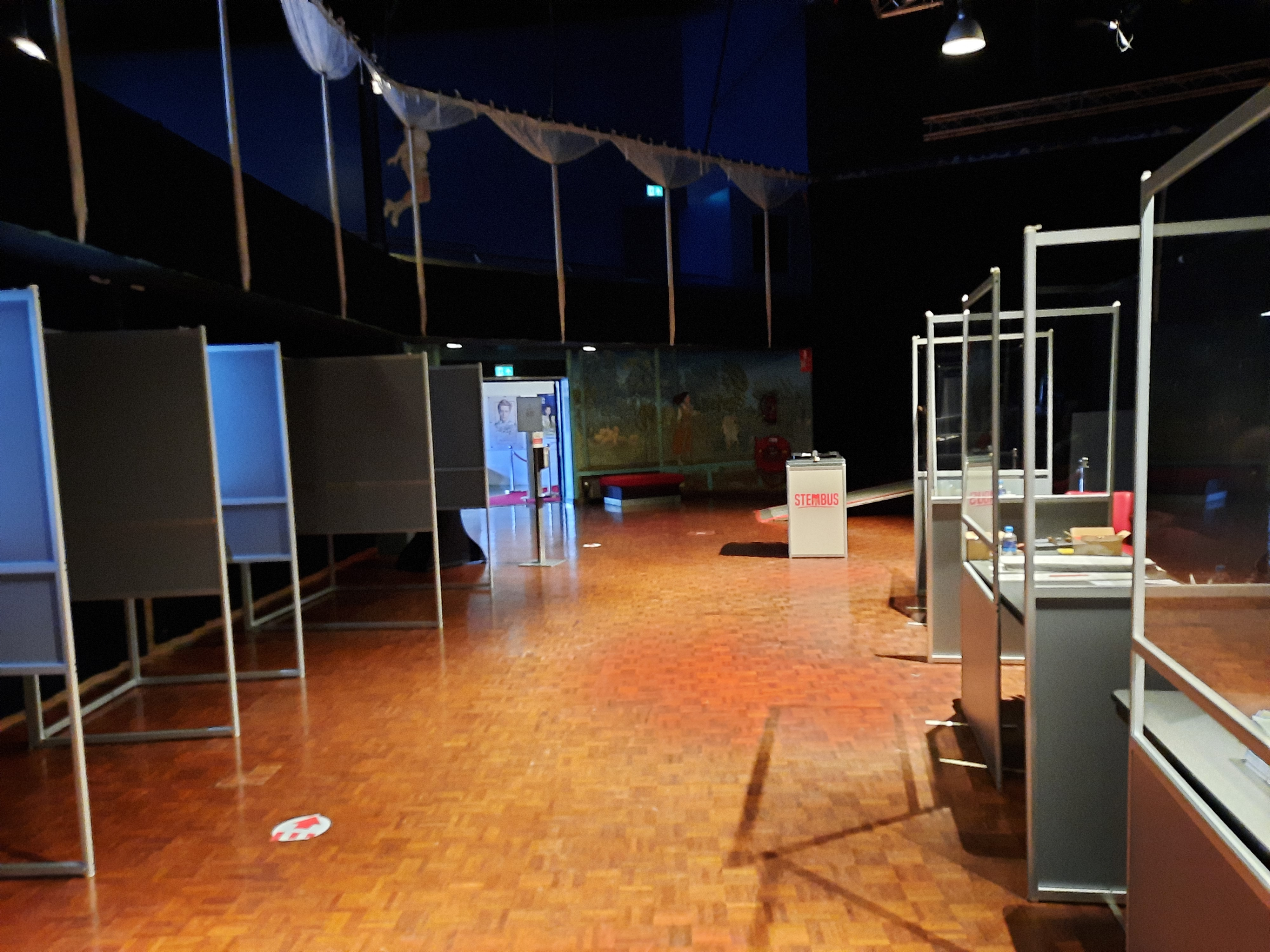
Stembureaus zijn ruim opgezet en deelnemers en vrijwilligers wordt gevraagd mondneusmaskers te dragen: looproutes zijn uitgezet.

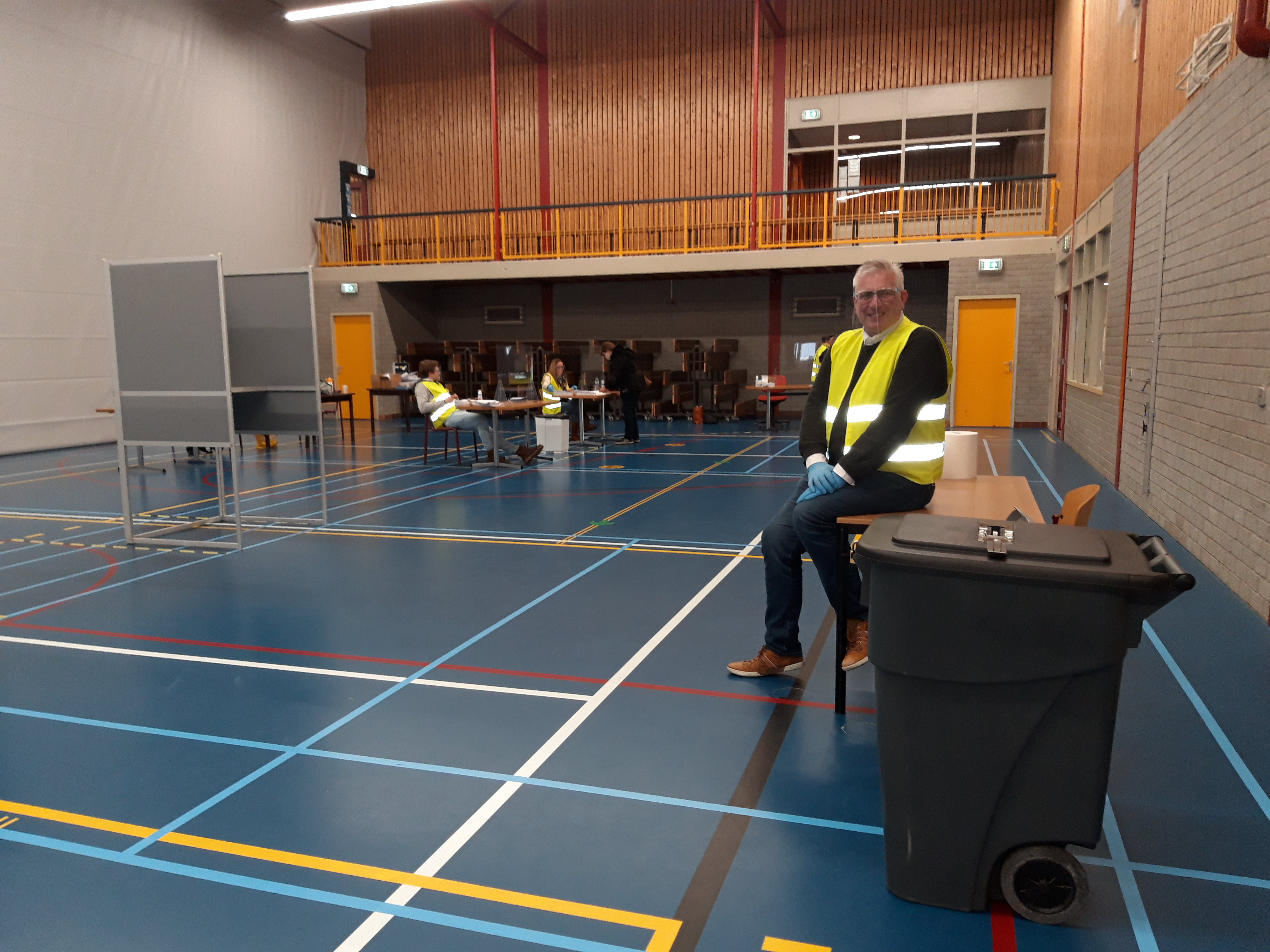
Sporthal in Woerden met de leden van het stembureau op onderlinge afstand achter een afscherming en nog iemand bij de stembus vooraan.

De Tweede Kamerverkiezingen van 2021 werden gehouden tijdens de coronapandemie. Op maandag 15 en dinsdag 16 maart 2021 kon in alle gemeenten in ten minste één stemlokaal vervroegd worden gestemd. Dat gebeurde vooral voor kiezers die extra risico zouden lopen door besmetting met het coronavirus. 
Er werden extra maatregelen genomen om de verkiezingen veilig te laten verlopen. Al tijdens de gemeentelijke herindelingsverkiezingen van 18 november 2020 werd hiermee geëxperimenteerd. Minister van Binnenlandse Zaken en Koninkrijksrelaties Kajsa Ollongren kondigde aan een deel van de stembureaus twee dagen voor de verkiezingsdag al te openen, het mogelijk te maken voor zeventigplussers om per post te stemmen en het aantal toegestane volmachtstemmen uit te breiden van twee naar drie. Ook kwam er een extra stembureaulid, die toezag of het niet te druk zou worden en of iedereen zich aan de corona-maatregelen hield. Hiervoor was een (tijdelijke) wetswijziging van de Kieswet nodig, die op 26 januari 2021 werd aangenomen. Voor deze aanpassingen werd verwacht dat er 70.000 extra stembureauleden nodig zouden zijn, terwijl de verwachting was dat senioren, normaal de grootste groep stembureauleden, vanwege kwetsbaarheid zich in mindere mate zouden aanmelden.
Als gevolg van de coronamaatregelen vonden de verkiezingscampagnes grotendeels digitaal plaats. Grote uitzondering hierop was de verkiezingscampagne van Forum voor Democratie. Deze partij trok met haar zogenaamde vrijheidskaravaan door het land en trok zeer veel publiek op diverse bijeenkomsten.

### Deelnemende partijen
Op 30 december 2020 maakte het centraal stembureau bekend dat 89 politieke partijen een registratieverzoek ingediend hadden.

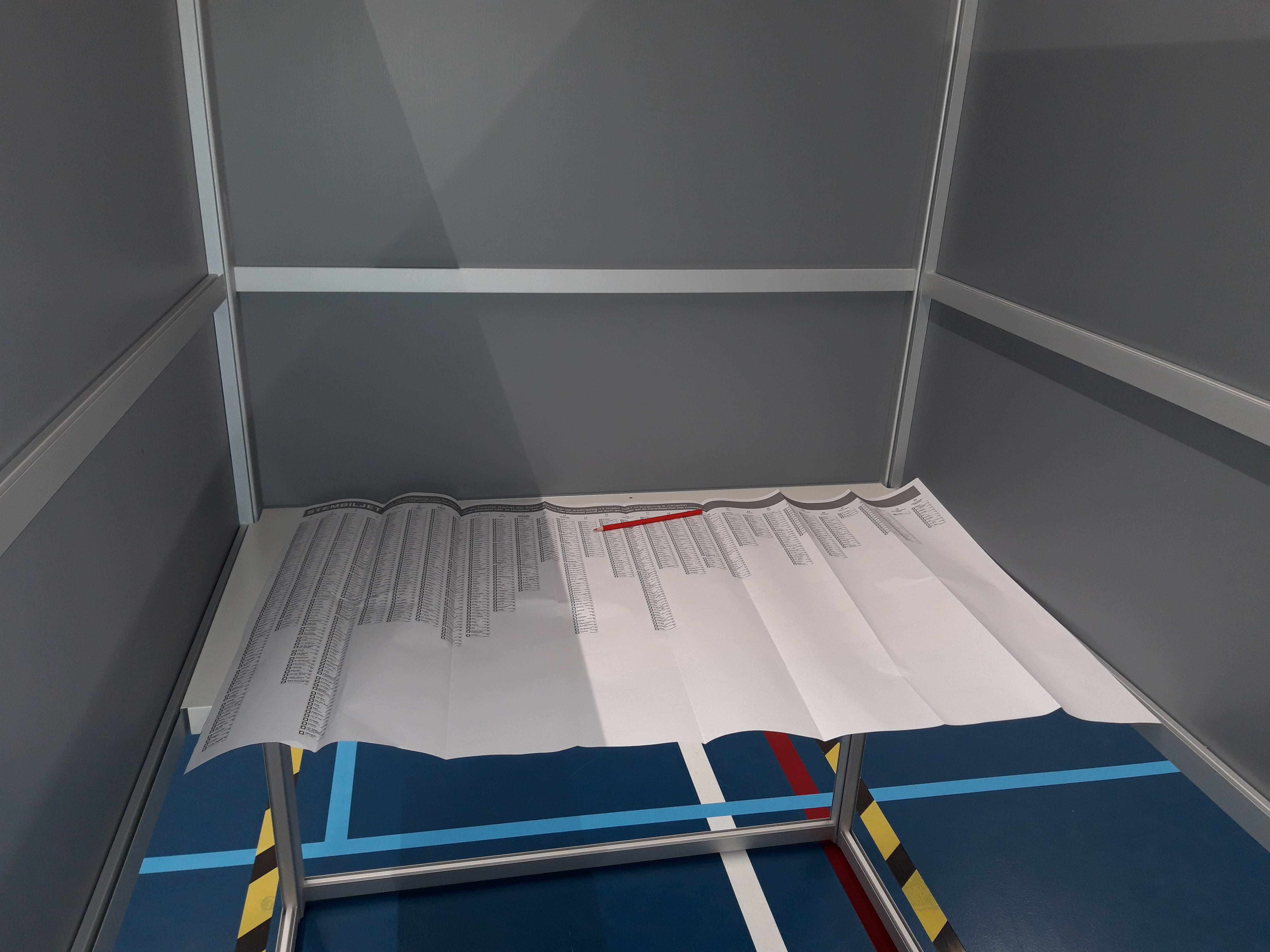
Uitgevouwen stembiljet in stemhokje met het verstrekte rode potlood.

Op 1 februari 2021 werden de kandidatenlijsten aangeleverd bij het centraal stembureau. Partijen die bij de vorige Tweede Kamerverkiezingen geen zetel behaald hadden, moesten tevens een waarborgsom van €11.250 storten en per kieskring 30 ondersteuningsverklaringen indienen. In een kieskring waarin onvoldoende ondersteuningsverklaringen ingeleverd waren, kon de betrokken partij niet toegelaten worden tot deze verkiezingen.
Op 2 februari 2021 maakte het centraal stembureau bekend dat 41 partijen een kandidatenlijst ingediend hadden. Tegelijkertijd publiceerde het centraal stembureau een proces-verbaal van het onderzoek naar de kandidatenlijsten. Partijen hadden tot en met 4 februari 2021 de gelegenheid bepaalde verzuimen te herstellen.
Op 5 februari 2021 besliste het centraal stembureau in een openbare zitting over de geldigheid van de kandidatenlijsten, de vermelde kandidaten en vermelde partijnamen. De kandidatenlijsten van De Jongerenpartij, Evert!, Healthy Earth en Zorgend Nederland werden in alle kieskringen ongeldig verklaard. Tevens werden de geldig verklaarde kandidatenlijsten genummerd.
Op 10, 12, 15 en 16 februari 2021 deed de Afdeling bestuursrechtspraak van de Raad van State uitspraak in het beroep dat een aantal partijen had ingesteld tegen sommige besluiten van het centraal stembureau. Alle beroepszaken werden niet-ontvankelijk of ongegrond verklaard.
Op 23 februari 2021 publiceerde het centraal stembureau de definitieve kandidatenlijsten in de Staatscourant.
Het verkiezingsprogramma van tien partijen werd door het Centraal Planbureau (CPB) doorgerekend. Vanwege de beperkte capaciteit van het CPB werden hiervoor alleen de partijen uitgenodigd die bij de verkiezingen in 2017 zetels in de Tweede Kamer behaald hadden.
| Lijst | Partij                                 | Lijsttrekker                   | Kieskringen /20 |
| ----- | -------------------------------------- | ------------------------------ | --------------- |
| 1     | VVD                                    | Mark Rutte                     | 20              |
| 2     | PVV (Partij voor de Vrijheid)          | Geert Wilders                  | 20              |
| 3     | CDA                                    | Wopke Hoekstra                 | 20              |
| 4     | D66                                    | Sigrid Kaag                    | 20              |
| 5     | GROENLINKS                             | Jesse Klaver                   | 20              |
| 6     | SP (Socialistische Partij)             | Lilian Marijnissen             | 20              |
| 7     | Partij van de Arbeid (P.v.d.A.)        | Lilianne Ploumen               | 20              |
| 8     | ChristenUnie                           | Gert-Jan Segers                | 20              |
| 9     | Partij voor de Dieren                  | Esther Ouwehand                | 20              |
| 10    | 50PLUS                                 | Liane den Haan                 | 20              |
| 11    | Staatkundig Gereformeerde Partij (SGP) | Kees van der Staaij            | 20              |
| 12    | DENK                                   | Farid Azarkan                  | 20              |
| 13    | Forum voor Democratie                  | Thierry Baudet                 | 20              |
| 14    | BIJ1                                   | Sylvana Simons                 | 20              |
| 15    | JA21                                   | Joost Eerdmans                 | 20              |
| 16    | CODE ORANJE                            | Richard de Mos                 | 20              |
| 17    | Volt                                   | Laurens Dassen                 | 20              |
| 18    | NIDA                                   | Nourdin El Ouali               | 20              |
| 19    | Piratenpartij                          | Matthijs Pontier               | 20              |
| 20    | LP (Libertaire Partij)                 | Robert Valentine               | 20              |
| 21    | JONG                                   | Jaron Tichelaar                | 19              |
| 22    | Splinter                               | Femke Merel van Kooten-Arissen | 19              |
| 23    | BBB                                    | Caroline van der Plas          | 19              |
| 24    | NLBeter                                | Esther van Fenema              | 19              |
| 25    | Lijst Henk Krol                        | Henk Krol                      | 19              |
| 26    | OPRECHT                                | Michael Ruperti                | 19              |
| 27    | JEZUS LEEFT                            | Florens van der Spek           | 16              |
| 28    | Trots op Nederland (TROTS)             | Sander van den Raadt           | 13              |
| 29    | U-Buntu Connected Front                | Regillio Vaarnold              | 13              |
| 30    | blanco lijst                           | Anna Zeven                     | 12              |
| 31    | Partij van de Eenheid                  | Arnoud van Doorn               | 8               |
| 32    | De Feestpartij (DFP)                   | Johan Vlemmix                  | 8               |
| 33    | Vrij en Sociaal Nederland              | Bas Filippini                  | 6               |
| 34    | Wij zijn Nederland                     | Erwin Versteeg                 | 6               |
| 35    | Modern Nederland                       | Niels Heeze                    | 4               |
| 36    | De Groenen                             | Otto ter Haar                  | 2               |
| 37    | Partij voor de Republiek               | Bruno Braakhuis                | 2               |

## Uitslag

Grootste partij per gemeente

De Kiesraad hield op 26 maart 2021 een openbare zitting waarin de officiële uitslag bekend werd gemaakt. Voor het berekenen van de zetelverdeling is de D'Hondt-methode gebruikt. Drie weken later is de uitslag ook gepubliceerd in de Staatscourant.

### Opkomst en kiesdeler
|                   | 2017       | 2017      | 2021       | 2021  |
| # stemmen         | %          | # stemmen | %          |       |
| ----------------- | ---------- | --------- | ---------- | ----- |
| Kiesgerechtigden  | 12.950.685 |           | 13.293.186 |       |
| Niet opgekomen    | 2.387.229  | 18,43     | 2.830.509  | 21,29 |
| Opkomst           | 10.563.456 | 81,57     | 10.462.677 | 78,71 |
| Ongeldige stemmen | 31.539     | 0,30      | 22.652     | 0,22  |
| Blanco stemmen    | 15.876     | 0,15      | 17.173     | 0,16  |
| Geldige stemmen   | 10.516.041 | 99,55     | 10.422.852 | 99,62 |
| Kiesdeler         | 70.107     | 0,67      | 69.485     | 0,67  |

## Verkiezingsuitslag
| Partij                   | Partij                                   | 2017       | 2017  | 2017   | 2021       | 2021  | 2021   | verschil | verschil |
| Partij                   | Partij                                   | # stemmen  | %     | zetels | # stemmen  | %     | zetels | %-punt   | zetels   |
| ------------------------ | ---------------------------------------- | ---------- | ----- | ------ | ---------- | ----- | ------ | -------- | -------- |
|                          | VVD                                      | 2.238.351  | 21,29 | 33     | 2.279.130  | 21,87 | 34     | +0,58    | +1       |
|                          | D66                                      | 1.285.819  | 12,23 | 19     | 1.565.861  | 15,02 | 24     | +2,79    | +5       |
|                          | PVV (Partij voor de Vrijheid)            | 1.372.941  | 13,06 | 20     | 1.124.482  | 10,79 | 17     | −2,27    | −3       |
|                          | CDA                                      | 1.301.796  | 12,38 | 19     | 990.601    | 9,50  | 15     | −2,88    | −4       |
|                          | SP (Socialistische Partij)               | 955.633    | 9,09  | 14     | 623.371    | 5,98  | 9      | −3,11    | −5       |
|                          | Partij van de Arbeid (P.v.d.A.)          | 599.699    | 5,70  | 9      | 597.192    | 5,73  | 9      | +0,03    | 0        |
|                          | GROENLINKS                               | 959.600    | 9,13  | 14     | 537.308    | 5,16  | 8      | −3,97    | −6       |
|                          | Forum voor Democratie                    | 187.162    | 1,78  | 2      | 523.083    | 5,02  | 8      | +3,24    | +6       |
|                          | Partij voor de Dieren                    | 335.214    | 3,19  | 5      | 399.750    | 3,84  | 6      | +0,65    | +1       |
|                          | ChristenUnie                             | 356.271    | 3,39  | 5      | 351.275    | 3,37  | 5      | −0,02    | 0        |
|                          | Volt                                     | -          | -     | -      | 252.480    | 2,42  | 3      | +2,42    | +3       |
|                          | JA21                                     | -          | -     | -      | 246.620    | 2,37  | 3      | +2,37    | +3       |
|                          | Staatkundig Gereformeerde Partij (SGP)   | 218.950    | 2,08  | 3      | 215.249    | 2,07  | 3      | −0,01    | 0        |
|                          | DENK                                     | 216.147    | 2,06  | 3      | 211.237    | 2,03  | 3      | −0,03    | 0        |
|                          | 50PLUS                                   | 327.131    | 3,11  | 4      | 106.702    | 1,02  | 1      | −2,09    | −3       |
|                          | BBB                                      | -          | -     | -      | 104.319    | 1,00  | 1      | +1,00    | +1       |
|                          | BIJ1                                     | 28.700     | 0,27  | 0      | 87.238     | 0,84  | 1      | +0,57    | +1       |
|                          | CODE ORANJE                              | -          | -     | -      | 40.731     | 0,39  | 0      | +0,39    | 0        |
|                          | NIDA                                     | -          | -     | -      | 33.834     | 0,32  | 0      | +0,32    | 0        |
|                          | Splinter                                 | -          | -     | -      | 30.328     | 0,29  | 0      | +0,29    | 0        |
|                          | Piratenpartij                            | 35.478     | 0,34  | 0      | 22.816     | 0,22  | 0      | −0,12    | 0        |
|                          | JONG                                     | -          | -     | -      | 15.297     | 0,15  | 0      | +0,15    | 0        |
|                          | Trots op Nederland (TROTS)               | -          | -     | -      | 13.198     | 0,13  | 0      | +0,13    | 0        |
|                          | Lijst Henk Krol                          | -          | -     | -      | 9.264      | 0,09  | 0      | +0,09    | 0        |
|                          | NLBeter                                  | -          | -     | -      | 8.657      | 0,08  | 0      | +0,08    | 0        |
|                          | blanco lijst met 1e kandidaat Anna Zeven | -          | -     | -      | 8.277      | 0,08  | 0      | +0,08    | 0        |
|                          | LP (Libertaire Partij)                   | 1.492      | 0,01  | 0      | 5.546      | 0,05  | 0      | +0,04    | 0        |
|                          | OPRECHT                                  | -          | -     | -      | 5.449      | 0,05  | 0      | +0,05    | 0        |
|                          | JEZUS LEEFT                              | 3.099      | 0,03  | 0      | 5.015      | 0,05  | 0      | +0,02    | 0        |
|                          | DE FEESTPARTIJ (DFP)                     | -          | -     | -      | 3.744      | 0,04  | 0      | +0,04    | 0        |
|                          | U-Buntu Connected Front                  | -          | -     | -      | 1.880      | 0,02  | 0      | +0,02    | 0        |
|                          | Vrij en Sociaal Nederland                | -          | -     | -      | 942        | 0,01  | 0      | +0,01    | 0        |
|                          | Partij van de Eenheid                    | -          | -     | -      | 804        | 0,01  | 0      | +0,01    | 0        |
|                          | Wij zijn Nederland                       | -          | -     | -      | 553        | 0,01  | 0      | +0,01    | 0        |
|                          | Partij voor de Republiek                 | -          | -     | -      | 255        | 0,00  | 0      | +0,00    | 0        |
|                          | Modern Nederland                         | -          | -     | -      | 245        | 0,00  | 0      | +0,00    | 0        |
|                          | De Groenen                               | -          | -     | -      | 119        | 0,00  | 0      | +0,00    | 0        |
| overige partijen in 2017 | overige partijen in 2017                 | 92.558     | 0,90  | 0      | -          | -     | -      | −0,90    | 0        |
| Totaal                   | Totaal                                   | 10.516.041 | 100   | 150    | 10.422.852 | 100   | 150    | 0        | 0        |

### Gekozen leden
Tijdens deze verkiezingen werd het hoogste aantal voorkeursstemmen tot dan toe uitgebracht. Om met voorkeurstemmen gekozen te worden diende een kandidaat meer dan een kwart van de kiesdeler aan stemmen te behalen (voorkeursdrempel), wat bij deze verkiezingen neerkwam op minimaal 17.372 stemmen. 43 kandidaten voldeden aan deze eis terwijl tevens voldaan werd aan het vereiste dat de lijst (c.q. lijstengroep) waarvoor zij kandidaat waren de kiesdeler gehaald moest hebben.
Drie kandidaten zouden op basis van hun plaats op de lijst niet verkozen zijn, maar werden door het aantal op hen uitgebrachte voorkeurstemmen gekozen als lid van de Tweede Kamer: Lisa Westerveld, Kauthar Bouchallikht (beiden GroenLinks) en Marieke Koekkoek (Volt).
Er kwamen vier nieuwe partijen in het parlement, namelijk Volt, BIJ1, BoerBurgerBeweging en JA21. De Tweede Kamer is bij haar installatie met zoveel fracties de meest versplinterde Tweede Kamer sinds 1918. Latere afsplitsingen hebben het totaal aantal fracties tot 21 gebracht, het hoogste aantal fracties in de Tweede Kamer ooit.

## Kabinetsformatie
De leden van de Tweede Kamer werden op 31 maart 2021 geïnstalleerd. De zittingstermijn eindigt - door de voortijdige ontslagaanvraag van het kabinet-Rutte IV en de daaropvolgende vervroegde ontbinding van de Tweede Kamer - op 6 december 2023.
| \| 8 \| 6 \| 9 \| 8 \| 9 \| 24 \| 5 \| 15 \| 34 \| 17 \| 8 \| 7 \| \| \| PD \| SP \| GL \| PvdA \| 78 \\| Kabinet-Rutte IV \\| D66 + CU + CDA + VVD \\| 299/904 d \| 78 \\| Kabinet-Rutte IV \\| D66 + CU + CDA + VVD \\| 299/904 d \| 78 \\| Kabinet-Rutte IV \\| D66 + CU + CDA + VVD \\| 299/904 d \| 78 \\| Kabinet-Rutte IV \\| D66 + CU + CDA + VVD \\| 299/904 d \| PVV \| FVD \| \| |    |    |    |      |                                                             |                                                             |                                                             |                                                             |     |     |   |
| 8 | 6  | 9  | 8  | 9    | 24                                                          | 5                                                           | 15                                                          | 34                                                          | 17  | 8   | 7 |
| | PD | SP | GL | PvdA | 78 \| Kabinet-Rutte IV \| D66 + CU + CDA + VVD \| 299/904 d | 78 \| Kabinet-Rutte IV \| D66 + CU + CDA + VVD \| 299/904 d | 78 \| Kabinet-Rutte IV \| D66 + CU + CDA + VVD \| 299/904 d | 78 \| Kabinet-Rutte IV \| D66 + CU + CDA + VVD \| 299/904 d | PVV | FVD |   |

*1848 · *1850 · **1852 · *1853 · **1854 · **1856 · **1858 · **1860 · **1862 · **1864 · **1866 (I) · *1866 (II) · *1868 · **1869 · **1871 · **1873 · **1875 · **1877 · **1879 · **1881 · **1883 · *1884 · *1886 · *1887 · *1888 · 1891 · *1894 · 1897 · 1901 · 1905 · 1909 · 1913 · *1917 · *1918 · 1922 · 1925 · 1929 · *1933 · 1937 · *1946 · *1948 · 1952 · 1956 · *1959 · 1963 · *1967 · 1971 · *1972 · 1977 · 1981 · *1982 · 1986 · *1989 · 1994 · 1998 · 2002 · *2003 · *2006 · *2010 · *2012 · 2017 · 2021 · *2023
* Algemene verkiezingen in verband met (vervroegde) ontbinding van de Tweede Kamer
** Periodieke verkiezingen in verband met het einde van de zittingstermijn van de helft van de Tweede Kamerleden